# Pete Alvarado
Peter J. Alvarado Jr. (22 février 1920 - 27 décembre 2003) est un artiste américain d'animation et de bande dessinée. Durant sa carrière d'animateur de près de 60 ans, il a également  contribué de manière prolifique aux productions de bandes dessinées de la Western Publishing.

## Biographie
Alvarado est né à Raton, au Nouveau-Mexique, et a grandi à Glendale, en Californie.
Alvarado a pris sa retraite de l'animation en 1999. Il est décédé le 27 décembre 2003 à La Crescenta, en Californie.

### Animation
Dans les années 1930, il fréquente le Chouinard Art Institute et après avoir obtenu son diplôme, il est embauché comme assistant animateur au studio de Walt Disney Productions. Il travaille sans être crédité sur Blanche-Neige et les Sept Nains. Vers 1939, Alvarado quitte Disney pour trouver du travail à New York comme illustrateur de bandes dessinée, et ses œuvres ont été achetées par Funnies Inc., qui a fourni des illustrations à Fawcett Publications et Timely Comics (maintenant Marvel Comics ).
Alvarado retourne en Californie et au studio Disney en 1941 mais s'en va à nouveau 1946 pour travailler chez Warner Bros. Animations . Alvarado devient le peintre d'arrière-plan (aussi nommé décorateur) de Chuck Jones, et son premier crédit à l'écran est le court métrage de Pepé Le Pew Une fourrure enivrante (1947). Il occupe ce poste jusqu'en 1951, travaillant sur plusieurs dessins animés tels que Vite fait, mal fait le premier dessin animé de Bip Bip et Coyote , ou Relent d'amour de Chuck Jones, court métrage oscarisé. Son dernier travail avec Jones est Roméo de Cologne (1951), un autre dessin animé mettant en scène Pepé Le Pew. Il reste chez Warner et remplace Cornett Wood en tant qu'artiste de layout en chef pour l'unité de Robert McKimson. Il quitte Warner Bros. en 1953 et est remplacé par Bob Givens.
Après que Warner Bros. ait fermé sa division de dessins animés, Alvarado rejoint DePatie-Freleng Enterprises et travaille sur plusieurs courts métrages de La Panthère rose, et la série d'animation Super President (en).
Vers 1971, Alvarado rejoint Hanna-Barbera en tant qu'artiste de layout et travaille sur des séries telles que Les Petits Pierrafeu (1971), Wheelie and the Chopper Bunch (1974) et bien d'autres. Alvarado a également fourni des travaux d'animation et de mise en page pour Film Roman (Garfield and Friends).
Alvarado a reçu le prix Winsor McCay 2001, pour l'ensemble de ses réalisations dans le domaine de l'animation, ainsi que le Golden Award 1987 de l' Animation Guild.

### Bandes dessinées
Parallèlement à son travail d'animation, Alvarado travaille également comme illustrateur de bandes dessinées. Après un début de carrière en 194, il revient dans le monde de la bande dessinée en 1947, en collaboration avec Charles McKimson (frère de l'animateur Robert McKimson). McKimson était le directeur artistique de Western Publishing Company, et les deux (en collaboration avec le frère de Charles, Thomas ) ont dessiné le comic strip Roy Rogers sous le nom de plume "Al McKimson". Alvarado a ensuite dessiné à la fois les comic strips de la presse et les livres pour les séries suivantes:
- Gene Autry,
- la totalité de Mr. Magoo,
- une longue période de Little Lulu,
- quelques travaux sur Les Pierrafeu et Yogi Bear,
- artiste principal sur la bande de Donald Duck sur une période prolongée
- des compléments pour presque toutes les bandes dessinées des journaux Disney.

La majeure partie du travail d'Alvarado chez Western Publishing concernait les bandes dessinées d'animaux anthropomorphes. Alvarado a fourni des illustrations pour presque tous les titres sous licence comme Disney ( Tic et Tac, Scamp), Warner Bros. ( Titi & Sylvestre , Bip Bip), Hanna-Barbera ( Yogi Bear ) et Walter Lantz ( Andy Panda ) . Il a également illustré des adaptations en bandes dessinées des films d'animation Les Aventures de Bernard et Bianca , Robin des Bois (1973) et Chat, c'est Paris.